# Gerätewagen Sanität

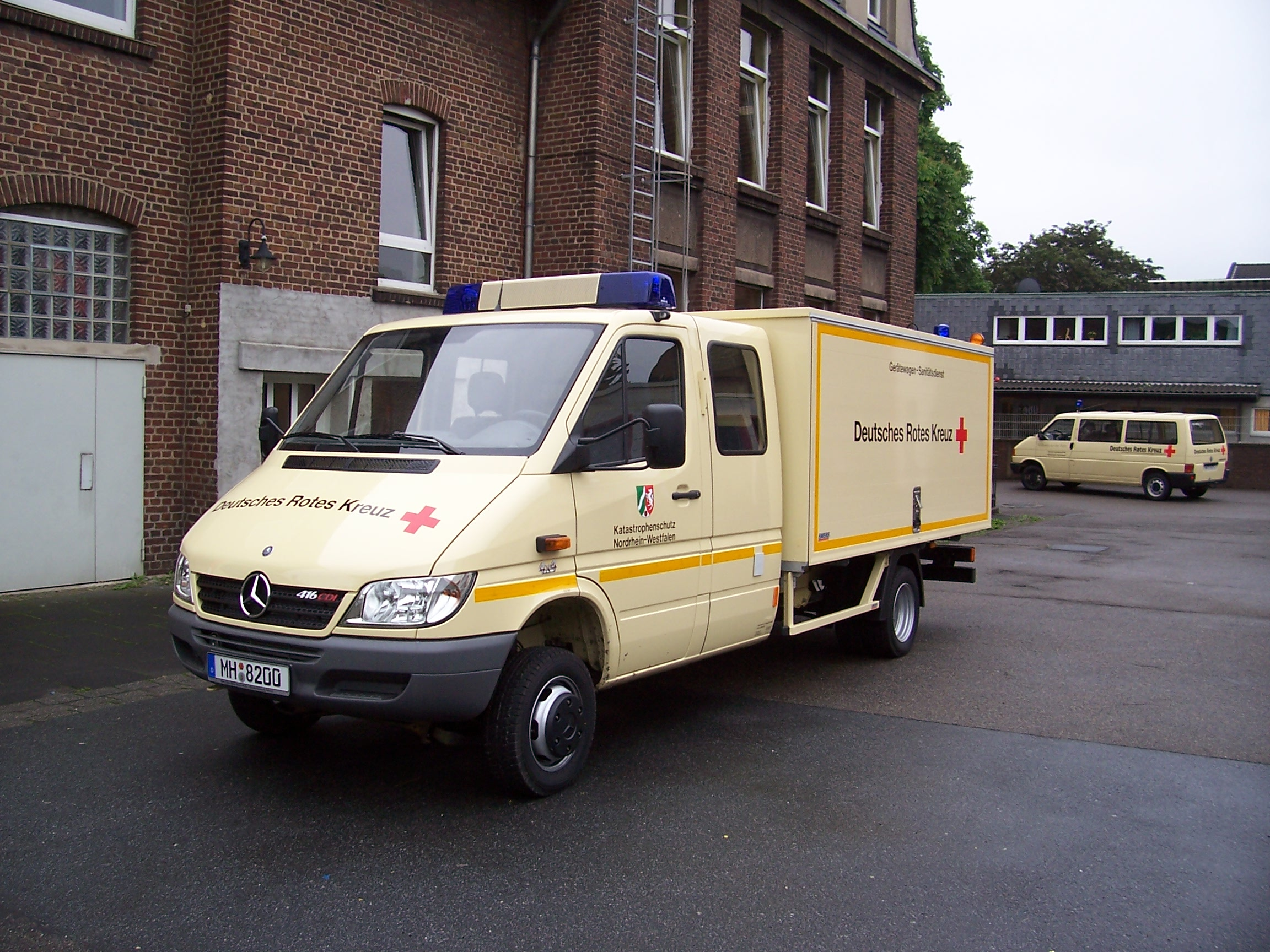
Gerätewagen Sanität (GW-San 25) des Katastrophenschutzes NRW

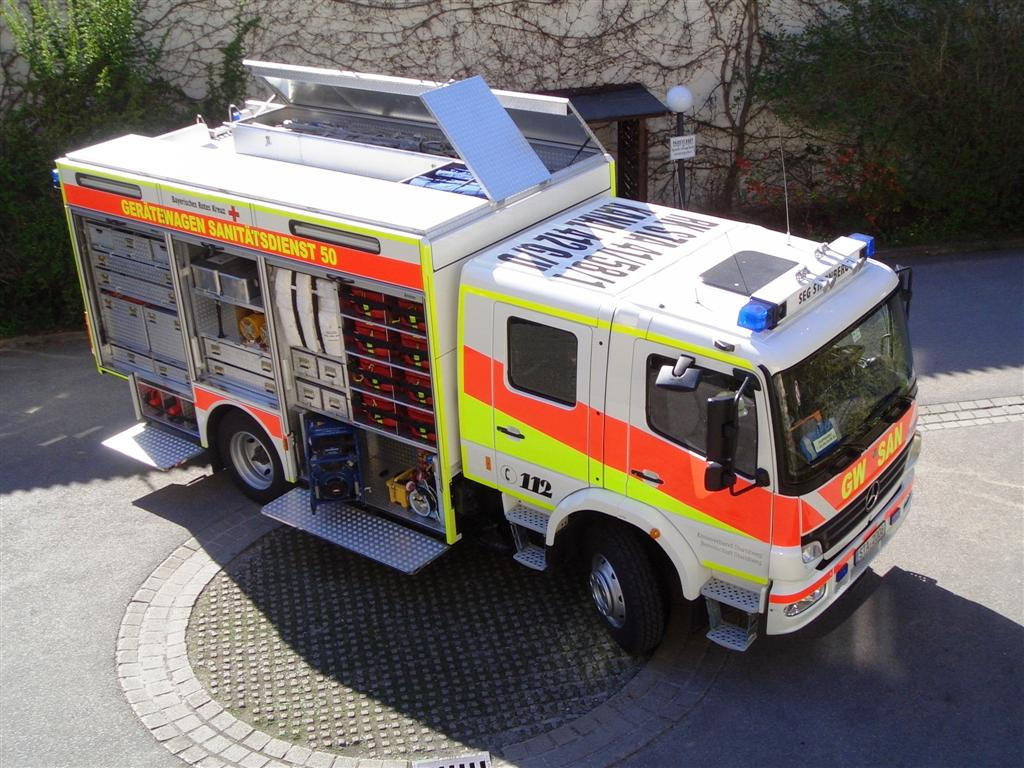
Gerätewagen Sanität (GW-San 50) im Landkreis Starnberg (Bayern)

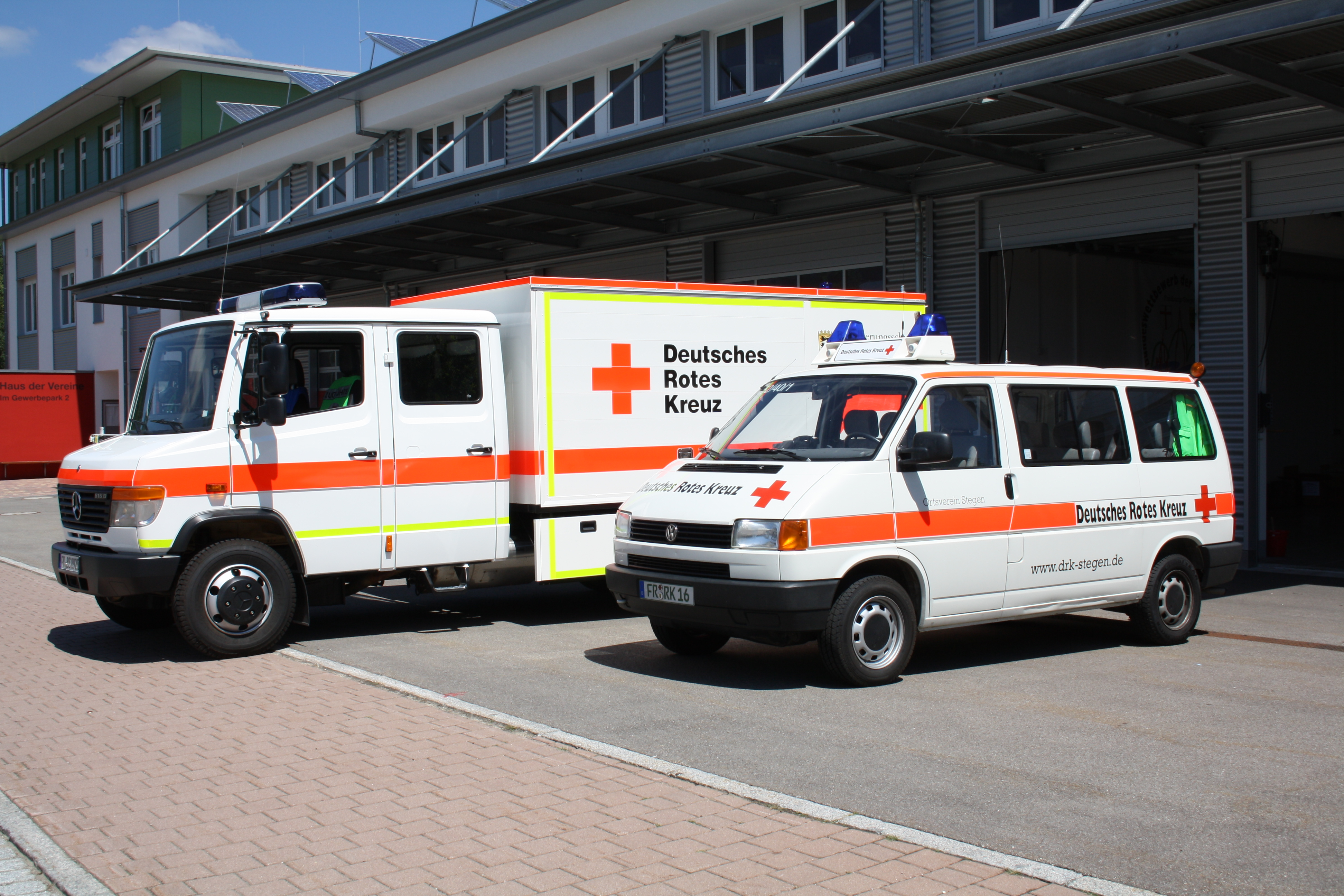
Gerätewagen Sanität (hinteres Fahrzeug) des Landes Baden-Württemberg

Der Gerätewagen Sanität (GW-San) ist ein Einsatzfahrzeug im Katastrophenschutz verschiedener Hilfsorganisationen, welches Material zum Errichten und Betreiben eines Behandlungsplatzes geladen hat oder/und auch umfangreiches Material mitführt, um direkt im Schadensgebiet effektiv Hilfe leisten zu können.

## Bezeichnungen
Immer häufiger ist der Bezeichnung GW-San noch eine Ziffer beigefügt (z. B. GW-San BHP 25 oder GW-San BHP 50), die eine Information darüber geben soll, für (mindestens) wie viele Verletzte/Erkrankte dieses Fahrzeug ausreichend medizinisches und logistisches Material (zum Beispiel Verletztenanhängekarten zur Registrierung) bereithält, um deren Versorgung sicherzustellen.  

## Ausstattung und Funktion
Bei immer mehr Hilfsorganisationen sind die Gerätewagen Sanität anzutreffen. Es gibt zwar bislang keine Normung für die Beladung, aber zumeist ist neben einer technischen Grundausstattung wie Stromerzeuger, Leuchtmittel, Absperrmaterial und Werkzeugen auch erhebliche sanitätsdienstliche Ausstattung wie Rettungsmittel (Schaufeltragen, Vakuummatratzen, Spineboards oder Klapptragen), gefüllte Notfallkoffer oder -rucksäcke, größere Mengen Sauerstoff, Beatmungsgeräte, Zelte, Zeltmaterial, Heizungen und Behandlungskisten vorhanden, sodass diese Fahrzeuge optimal bei einem Massenanfall von Verletzten (MANV) oder bei größeren Sanitätswachdiensten eingesetzt werden können. Zumeist stellen – soweit vorhanden – die GW-San auch die zentrale Einheit für den Behandlungsplatz oder auch den Betrieb einer Patientenablage dar. Zudem bilden die Gerätewagen Sanität meist das zentrale Rückgrat der Schnelleinsatzgruppen Sanitätsdienst.

## Normung
Der GW-San ist nicht bundesweit einheitlich nach DIN genormt. Allerdings haben zahlreiche Länder Baurichtlinien bzw. Technische Weisungen erlassen, was einer landesspezifischen Normung gleichkommt. Außerdem existiert seit einigen Jahren ein Typenblatt des Bundesamtes für Bevölkerungsschutz und Katastrophenhilfe.

### Gerätewagen Sanität nach Maßgabe des Bundes

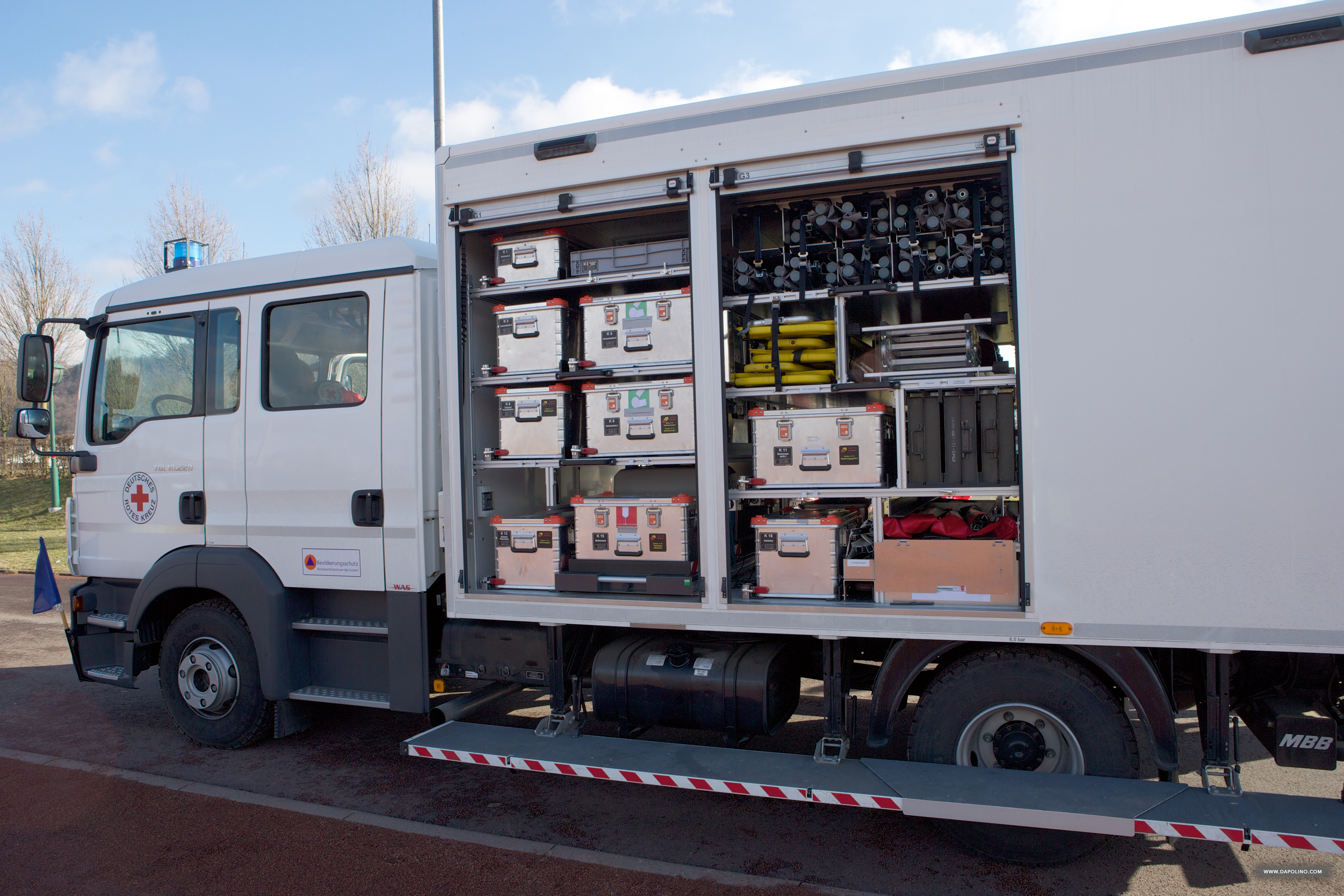
Gerätewagen Sanität der Medizinischen Task Force Kassel

Das Bundesamt für Bevölkerungsschutz und Katastrophenhilfe (BBK) hat den Gerätewagen Sanität (GW-San) normiert. Besondere Bedeutung kommt dem GW-San für die Medizinische Task Force (MTF) zu. Er wird auf einem MAN-Fahrgestell Typ TGL 10.220 4x2 BB aufgebaut, besitzt ein zulässiges Gesamtgewicht von 10 Tonnen, sechs Sitzplätze und kann somit eine Staffel aufnehmen. Er führt eine umfangreiche Ausrüstung für einen Sanitäts- bzw. Behandlungsplatz mit, darunter ein 40 m² großes Schnelleinsatzzelt. Darüber hinaus hat das Fahrzeug eine Beleuchtungseinrichtung, eine Zeltheizung sowie einen tragbarer Stromerzeuger an Bord. Für die medizinische Versorgung werden unter anderem Beatmungsgeräte, Defibrillatoren, Verbandsmaterial, Infusionen, Krankentragen, Rettungsbretter, Material zum Schienen von Frakturen und eine Vakuummatratze mitgeführt. Ein erstes Musterfahrzeug wurde 2011 von der Firma Wietmarscher Ambulanz- und Sonderfahrzeug GmbH (WAS) ausgeliefert. Weitere 140 Exemplare folgten bis 2014.

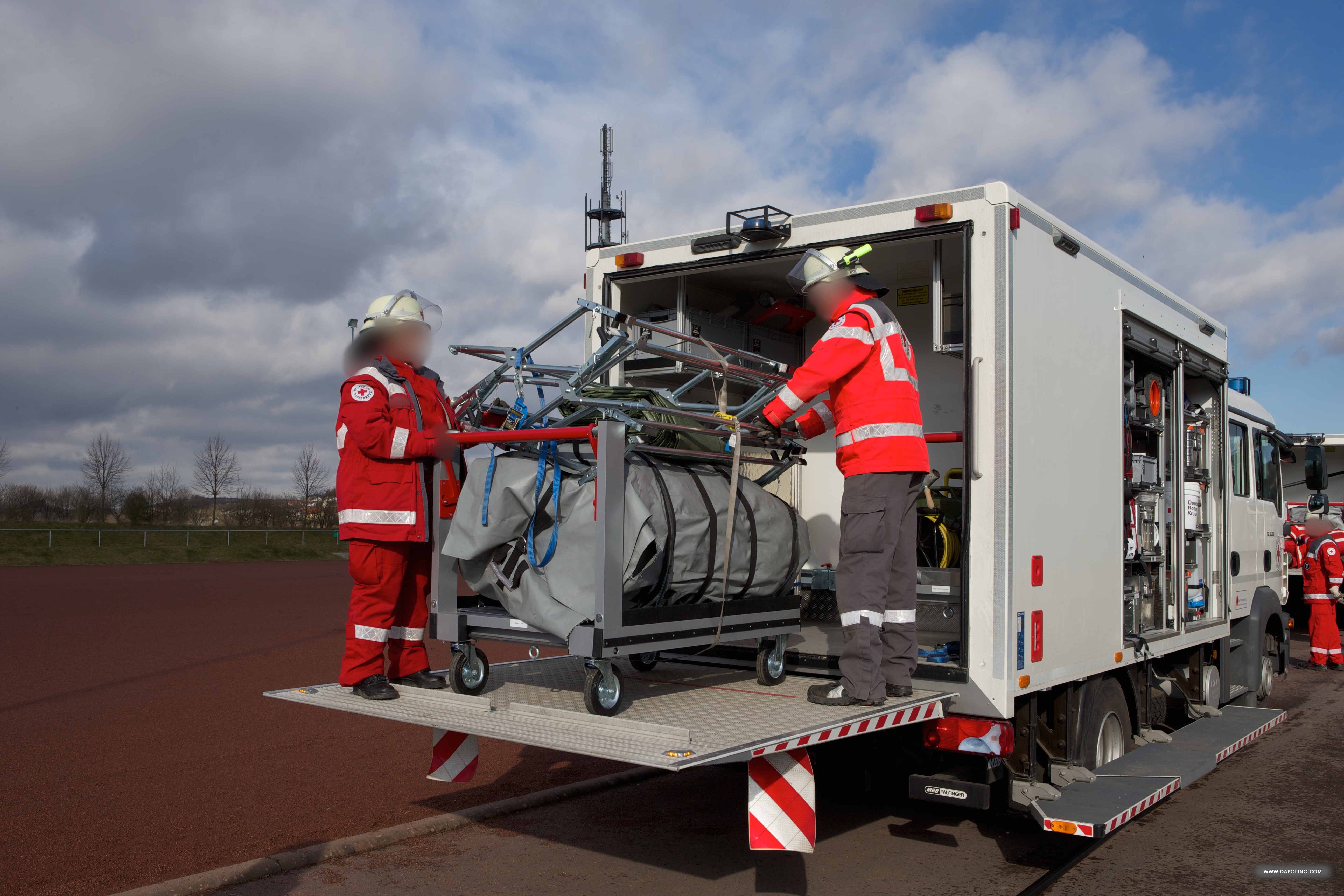
Ladebord des GW-San (MTF Kassel)

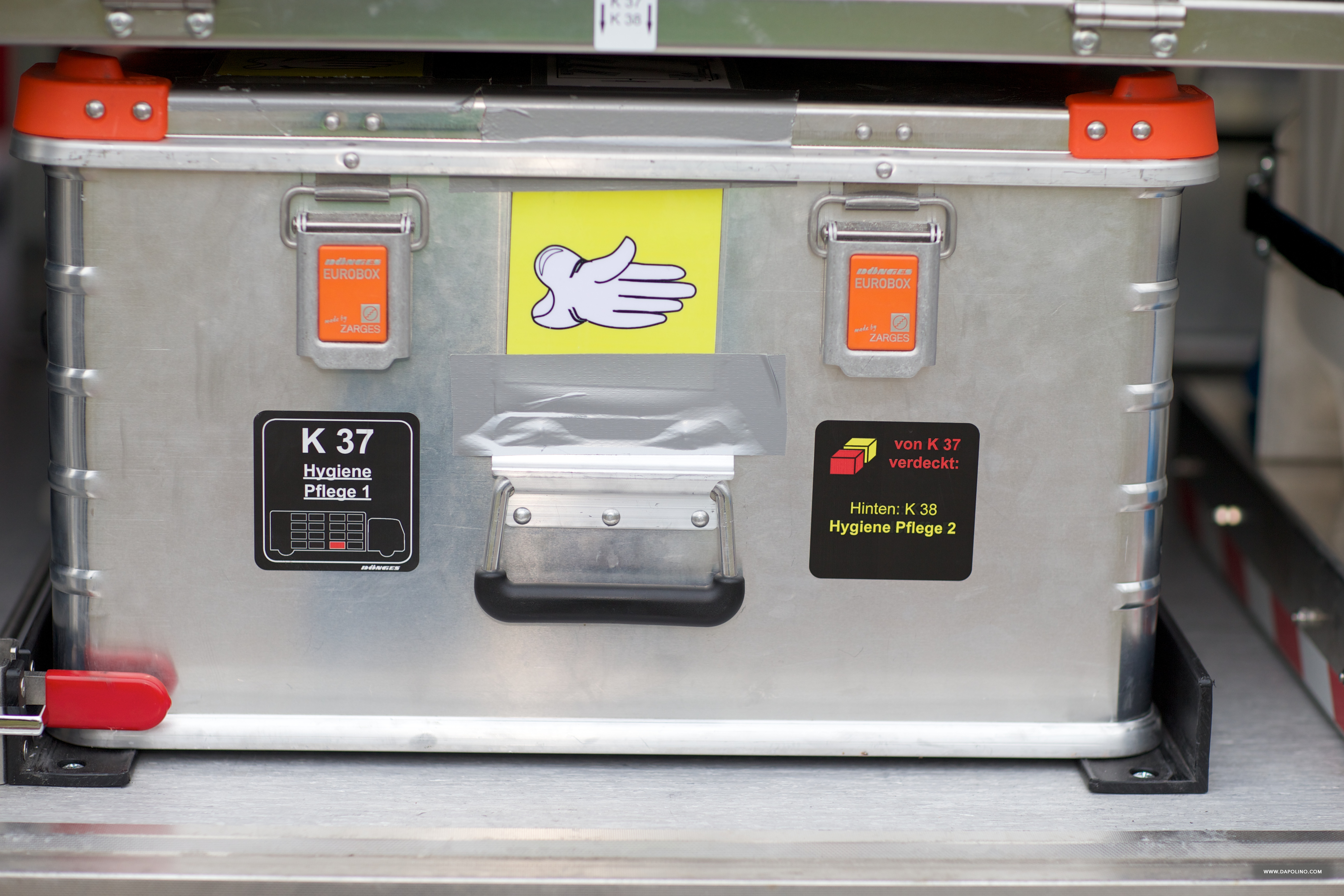
Materialcontainer des GW-San mit Ladungsplan (MTF Kassel)

### Baden-Württemberg
Laut Technischer Weisung des Landes Baden-Württemberg (BW) handelt es sich bei dem sogenannten GW-San BW um ein Mischsystem aus Boxen für den Massenanfall von Verletzten (MANV) und Notfallrucksäcken, um eine Patientenablage oder einen Teil eines BHP 25 betreiben zu können. 83 Fahrzeuge wurden im Jahr 2010 beschafft und ersetzen die Arzttruppwagen Land und Arzttruppkraftwagen des Bundes. Beim Fahrzeug selbst handelt es sich um ein 7,49 t schweres Fahrzeug mit einer Staffelkabine und Ladebordwand. Es war auf der Interschutz 2010 das erste Mal zu sehen und wird von der Bietergemeinschaft Ewers-Dönges gefertigt. 82 Fahrzeuge werden in den Einsatzeinheiten des Landes eingesetzt, ein Fahrzeug ging an die „Unterstützungseinheit Sonderlagen“ (UE Sonderlagen). Im Jahr 2013 wurden die landeseigenen Fahrzeuge mit einem zweiten Luftzelt nebst Zubehör für die Heizung aufgerüstet, um weiteres Material für einen Behandlungsplatz bereitstellen zu können.

### Hessen
Das Land Hessen hat einen Gerätewagen Sanität genormt, welcher über sechs Sitzplätze und eine Ladebordwand verfügt. Er besitzt ein zulässiges Gesamtgewicht von sieben Tonnen. Gemessen an den Verletztenanhängekarten ist er auf bis zu 20 Verletzte ausgelegt. Darüber hinaus sind unter anderem drei Notfallrucksäcke für Erwachsene, ein Notfallrucksack für Kinder, 10 Immobilisationskragen, drei Defibrillatoren mit EKG-Anzeige, diverses Verbandmaterial, eine Hygieneausrüstung, je ein beladener Rollwagen für Zelt (darunter Schnelleinsatzzelt und Zeltheizung) und für Stromerzeuger mit Zubehör verlastet.

### Nordrhein-Westfalen
In Nordrhein-Westfalen existiert eine Baurichtlinie des Landes. Bei dem GW-San handelt es sich um ein landeseigenes Fahrzeug des Katastrophenschutzes, das in die Einsatzeinheiten der Hilfsorganisationen integriert ist. Es handelt sich bei den bisher ausgelieferten Beschaffungen um einen MB Sprinter mit Kofferaufbau und entsprechender Ausstattung. Zweck ist die Unterstützung des Rettungsdienstes bei Aufbau und Betrieb einer Patientenablage. Zusammen mit dem „Abrollbehälter MANV“ (AB-MANV) und den dazugehörenden Kräften können außerdem zwei Einsatzeinheiten mit ihren GW-San 25 einen Behandlungsplatz 50 nach den für die sogenannte „überörtliche Hilfe“ erlassenen Vorgaben des Innenministeriums NRW bilden.

### Rheinland-Pfalz
In Rheinland-Pfalz ist der Gerätewagen Sanität in der Technischen Richtlinie Nr. 4 vom 6. Mai 2008 des Ministeriums des Innern und für Sport beschrieben. In dieser Richtlinie wird die Besatzung (Staffel 1/5), die technischen Anforderungen (Fahrgestell, Anstrich, Beschriftung und Ausbau) sowie die Beladung festgelegt. Als Fahrzeugbasis dient ein MZF 2.

### Saarland
An strategisch günstigen Rettungswachen im Saarland wurden in den Jahren 2008 und 2009 insgesamt vier „Gerätewagen Rettungsdienst“ (GW-Rett) stationiert. Die Fahrzeuge verfügen über eine technische und medizinische Beladung, die es ermöglicht, innerhalb kurzer Zeit einen Behandlungsplatz für bis zu 25 Verletzte (BHP 25) in unmittelbarer Nähe der Schadensörtlichkeit zu errichten und zu betreiben. Ergänzt wird das Konzept von einem bereits vorhandenen Abrollbehälter „AB-MANV“ (BHP 50), der bei der Berufsfeuerwehr Saarbrücken stationiert ist und zentral von der Landeshauptstadt aus im ganzen Saarland eingesetzt werden kann. Alarmiert werden die Gerätewagen durch die Integrierte Leitstelle des Saarlandes über digitale Funkmeldeempfänger.

### Sachsen
Ähnlich wie in anderen Bundesländern konzipierte auch der Freistaat Sachsen einen Gerätewagen Sanität für die im Land vorhandenen Einsatzzüge ähnlich den Einsatzeinheiten. Beim Fahrzeug handelt es sich um ein Fahrzeug mit sieben Tonnen zulässigem Gesamtgewicht und besitzt eine Staffelkabine. Das Fahrzeug ist mit einem Mischsystem ausgelegt: Es verfügt sowohl über Material, welches sofort zum Einsatz kommen kann wie Notfallrucksäcken, aber auch Material in Boxen, welches zum Betrieb eines Behandlungsplatzes verwendet werden kann. Die 30 Fahrzeuge sind im Land Sachsen an den Standorten der Sanitätsgruppen disloziert und werden von den Hilfsorganisationen betrieben.